# Atheta novaescotiae
Atheta novaescotiae is een keversoort uit de familie van de kortschildkevers (Staphylinidae). De wetenschappelijke naam van de soort is voor het eerst geldig gepubliceerd in 2006 door limaszewski & Majka, 2006 (in Klimaszewski et al..